# ريادة الكهوف

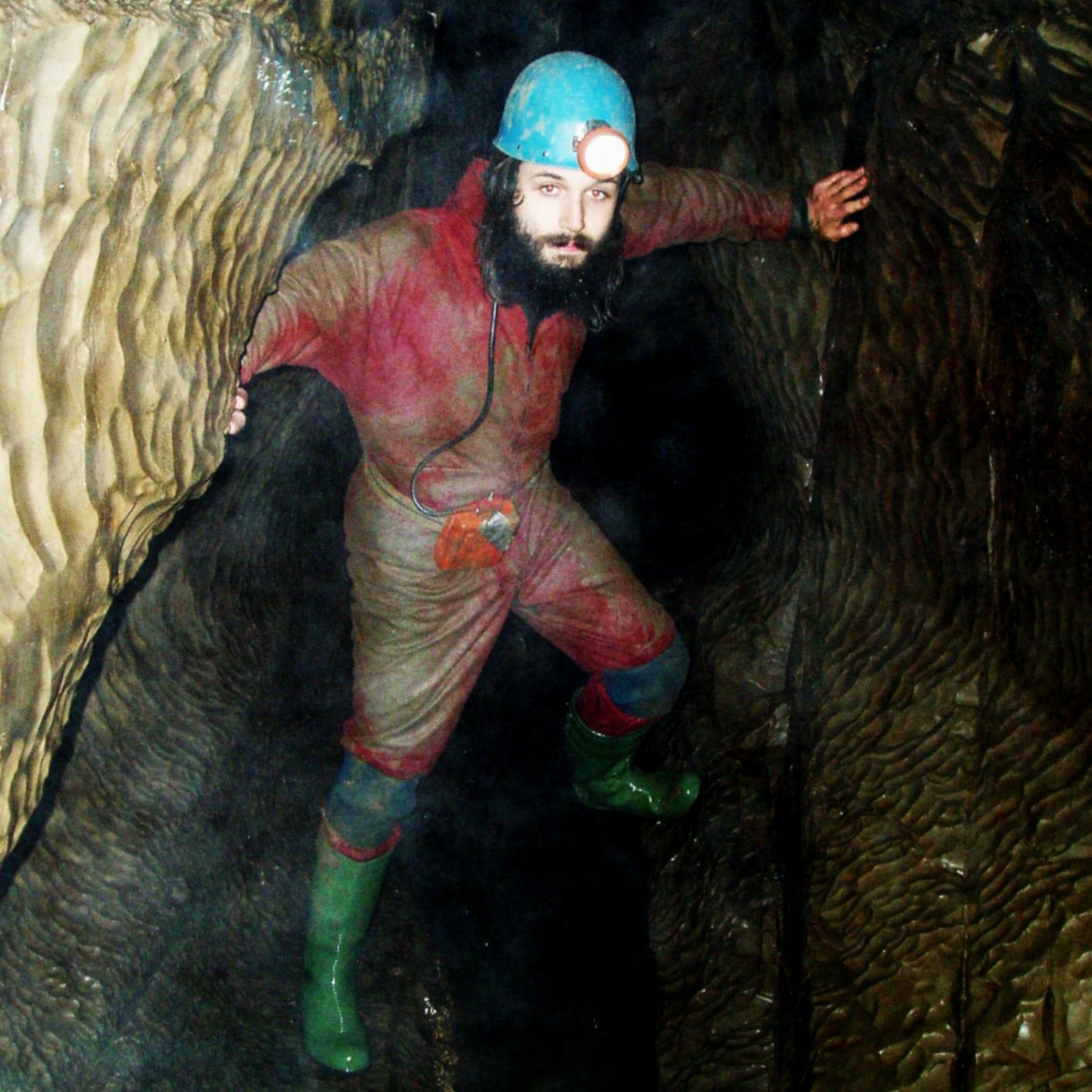
ريادة الكهوف في شمال انجلترا، والتي تشتهر بكهوف الحفر.

ريادة الكهوف أو الكِهافة هي هواية استكشاف الكهوف، بخلاف الاستغوار الذي يعتني بدراسة المغارات.